# Perjuangan (Sumbul)
Perjuangan is een bestuurslaag in het regentschap Dairi van de provincie Noord-Sumatra, Indonesië. Perjuangan telt 2252 inwoners (volkstelling 2010).